# Azacualpa, Azacualpa
Azacualpa är en ort i Honduras. Den ligger i kommunen med samma namn och tillhör Departamento de Santa Bárbara, i den västra delen av landet, 200 km nordväst om huvudstaden Tegucigalpa. Azacualpa ligger 278 meter över havet och antalet invånare var 5 949 (2006).